# Phaonia aethiopica
Phaonia aethiopica är en tvåvingeart som beskrevs av Charles Howard Curran 1938. Phaonia aethiopica ingår i släktet Phaonia och familjen husflugor.
Artens utbredningsområde är Zimbabwe. Inga underarter finns listade i Catalogue of Life.